# Jacques Cartier
‎
Jacques Cartier [žák kartjé], bretonsko Jakez Karter, francoski pomorščak in raziskovalec, * 31. december 1491, Saint-Malo, Francija, † 1. september 1557, Saint-Malo, Francija.
Jacques Cartier je bil francoski pomorski raziskovalec iz Bretanje. Bil je prvi Evropejec, ki je opisal in kartiral zaliv svetega Lovrenca in obale reke svetega Lovrenca, ki jo je poimenoval "Dežela Kanad" po irokeških imenih za dve veliki naselbini, ki ju je videl v Stadaconi (mesto Quebec) in Hochelagi (otok Montreal).

## Zgodnje življenje
Jacques Cartier se je rodil leta 1491 v Saint-Maloju, pristanišču na severovzhodni obali Bretanje. Cartier, ki je bil ugleden mornar, je leta 1520 izboljšal svoj družbeni status s poroko z Mary Catherine des Granches, članico vodilne aristokratske družine. Njegovo dobro ime v Saint-Maloju je prepoznavno po pogostem pojavljanju v krstnih knjigah v vlogi botra ali priče.

## Prvo potovanje (1534)
Leta 1534, dve leti po tem, ko se je vojvodstvo Bretanja z ediktom o uniji formalno združilo s francosko krono, je Cartierja škof Saint-Maloja in opat v Mont Saint-Michelu Jean Le Veneur v dvorcu Manoir de Brion predstavil kralju Francu I. Kralj je pred tem povabil (čeprav za to ni bil formalno pooblaščen) firenškega raziskovalca Giovannija da Verrazzana, da bi leta 1524 v imenu Francije raziskal vzhodno obalo Severne Amerike. Le Veneur je kot dokaz Cartierjeve sposobnosti, da "vodi ladje do odkritja novih dežel v Novem svetu", navedel potovanja na Novo Fundlandijo in v Brazilijo.
20. aprila 1534 je Cartier po kraljevem naročilu odplul v upanju, da bo odkril zahodno pot do bogatih trgov Vzhodne Indije. Po željah naročnika naj bi "odkril določene otoke in dežele, kjer naj bi našli veliko količino zlata in drugih dragocenosti".
Dvajset dni je plul čez ocean. 10. maja istega leta je začel raziskovati dele Nove Fundlandije, ožino Belle Isle in južno obalo polotoka Labrador, obale Gaspé in North Shore v zalivu sv. Lovrenca ter nekatere dele obal glavnih otokov v zalivu, vključno z Otokom princa Edvarda, otokom Anticosti in Magdalenskimi otoki. Med postankom pri Îles aux Oiseaux (Otoki ptic, zdaj zvezno ptičje svetišče Rochers-aux-Oiseaux, severovzhodno od otoka Brion v Magdalenskih otokih) je njegova posadka pobila okoli 1000 ptic, večinoma velikih njork (izumrlih od leta 1852). Cartierjevi prvi dve srečanji z nativnimi ljudstvi v Kanadi na severni strani zaliva Chaleur, najverjetneje z ljudstvom Mi'kmaq, sta bili kratka. Prišlo je do nekaj trgovanja.
Do tretjega srečanja s staroselci je prišlo na obali zaliva Gaspé s skupino svetolovrenških Irokezov, kjer je 24. julija zasadil križ, s katerim je zahteval ozemlje za Francijo. Desetmetrski križ z napisom Naj živi francoski kralj je v kraljevem imenu zahteval nadzor nad ozemljem. Sprememba razpoloženja je bila jasen znak, da so Irokezi razumeli Cartierjeva dejanja. Tukaj je ugrabil dva sinova njihovega poglavarja Donnacone. Cartier je zapisal, da so mu kasneje povedali, da to regijo, kjer so zajeli talca (Gaspé), imenujejo Honguedo. Poglavar domorodcev se je končno strinjal, da lahko vzamejo zemljo v last pod pogojem, da se vrnejo z evropskim blagom za trgovanje.
Cartier se je septembra 1534 vrnil v Francijo, prepričan, da je dosegel azijsko deželo.

## Drugo potovanje (1535-1536)
Jacques Cartier se je 19. maja naslednjega leta odpravil na drugo potovanje s tremi ladjami, 110-imi možmi in dvema irokeškima ujetnikoma. Ko je dosegel Reko svetega Lovrenca, je prvič plul po reki navzgor in dosegel irokeško prestolnico Stadacona, kjer je vladal poglavar Donnacona. Cartier je leta 1534 zahteval ozemlje ob reki. Vendar je Francija 60 let koloniji posvečala malo pozornosti, kar se je spremenilo šele, ko je kralj Henrik IV. leta 1608 poslal Samuela de Champlaina v Novo Francijo kot njenega guvernerja in tam zgradil stalno naselbino in trgovsko postojanko s krznom, imenovano Quebec.
Cartier je svoje glavne ladje pustil v pristanišču blizu Stadacone in s svojo najmanjšo ladjo nadaljeval pot do Hochelaga (današnji Montreal), kamor je prispel 2. oktobra 1535. Hochelaga je bila veliko bolj impresivna kot majhna in uboga vas Stadacona, zato se je na bregu reke zbrala množica več kot tisoč ljudi, da bi pozdravila Francoze. Kraj njihovega prihoda je bil označen kot začetek Sainte-Marie Sault. Tam zdaj stoji most, poimenovan po njem. Odprava ni mogla nadaljevati, saj so reko blokirale brzice. Cartier je bil tako prepričan, da je reka Severozahodni prehod in da so brzice edino, kar mu preprečuje plovbo na Kitajsko. Zato so brzice in mesto, ki je sčasoma zraslo v njihovi bližini, dobili ime po francoski besedi za Kitajsko, La Chine: brzice Lachine in mesto Lachine v Quebecu.
Po dveh dneh bivanja med prebivalci Hochelage se je Cartier 11. oktobra vrnil v Stadacono. Ni znano, kdaj natančno se je odločil preživeti zimo 1535–1536 v Stadaconi. Takrat je bilo že prepozno za vrnitev v Francijo. Cartier in njegovi možje so se na zimo pripravili tako, da so utrdili trdnjavo, zložili drva ter solili divjad in ribe.

## Poznejše raziskovanje
Cartier je plul trikrat, vsakič okoli Nove Funlandije do Kanade, vsakič je zaman iskal severozahodni prehod do Azije. 
Na drugi poti se je s poglavarjevima sinovoma vrnil nazaj in ju začasno vrnil očetu, nazadnje pa je s pretvezo ugrabil očeta in ga odpeljal v Francijo. Tam so z njim sicer lepo ravnali, a je vseeno podlegel bolezni. Vendar je o obljubljeni deželi Saguenay, polni zlata, rubinov in drugih zakladov povedal dovolj, da so pripravili še tretjo odpravo.
Ko se je Cartier tretjič vrnil v Kanado, je domorodcem povedal, da poglavar Donnacona v Franciji živi kot kralj in se zato noče več vrniti domov. Obogatel ni in je zato po tem, ko z Irokezi ni najdel skupnega jezika in zlata, odplul nazaj v Francijo kjer je leta 1557 umrl za tifusom. Za seboj je pustil veliko zemljevidov tistega območja in ime ozemlja Kanada (v jeziku Irokezov kanata:vas)